# Parlamentswahl in Belarus 2024
Die Parlamentswahl 2024 in Belarus fand am 25. Februar statt. Zum ersten Mal wurde die Wahl im Format von nur einem einzigen Tag abgehalten. Es handelte sich um eine Scheinwahl, da keine Oppositionsparteien zugelassen wurden. Neben der Regierungspartei „Belaja Rus“ von Aljaksandr Lukaschenka, die erstmals offiziell antrat, durften nur Blockparteien, welche das aktuelle Regime unterstützen, antreten. Die belarussische Opposition rief daher zum Wahlboykott auf.
Die bisher publizierten Ergebnisse lauten: „Belaja Rus“ – 51 Personen (46,4 Prozent), Kommunistische Partei von Belarus – 7 Personen (6,4 Prozent), Liberal-Demokratische Partei – 4 Personen (3,6 Prozent), Republikanische Partei für Arbeit und Gerechtigkeit – 8 Personen (7,3 Prozent).

## AfD-Politiker als „Wahlbeobachter“
Die belarussischen Behörden ließen keine unabhängige Wahlbeobachtung durch die OSZE zu.
Für Aufregung sorgte allerdings die Reise des Berliner AfD-Politikers Gunnar Lindemann, der anlässlich der Parlamentswahl nach Belarus reiste. Mit Belarus verbinde ihn, dass der Berliner Bezirk Marzahn-Hellersdorf, für den er seit 2016 im Berliner Abgeordnetenhaus vertreten ist, bisher eine Städtepartnerschaft mit dem Bezirk Oktjabrsk in Minsk unterhalte. Diese Städtepartnerschaft stehe jedoch vor der Aufkündigung durch die Behörden.